# Cruiser (motocicleta)

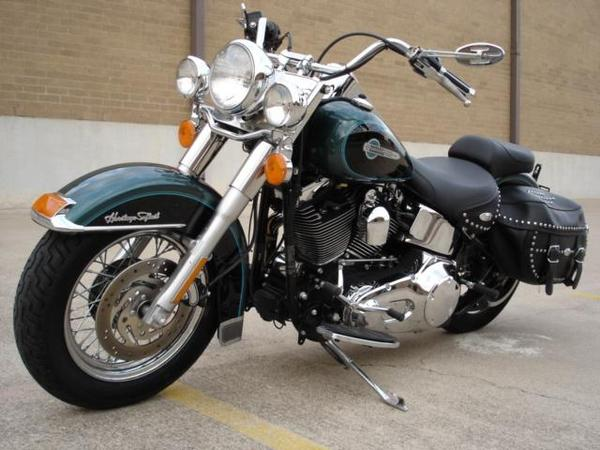
Harley-Davidson Softail Heritage Classic

Cruiser é o termo para motocicletas que imitam o estilo de design de máquinas americanas dos anos 1930 ao início dos anos 1960, incluindo aquelas feitas por Harley-Davidson, Indian, Excelsior e Henderson. O mercado de modelos cruisers cresceu cedo para abraçar 60% do mercado dos EUA,[carece de fontes?] de tal forma que um número de fabricantes de motocicletas, incluindo BMW, Honda, Moto Guzzi, Star, Suzuki, Triumph e Victory têm atualmente ou tinham modelos importante do cruiser americano.
A posição de pilotagem em um cruiser geralmente (mas nem sempre), coloca os pés para a frente e as mãos para cima, com a coluna ereta ou inclinada ligeiramente para trás. Muitos "power cruisers" e os cruisers japoneses da década de 1980 têm apresentado uma posição mais neutra de equitação.
Muitas motos de cruzeiro têm desempenho e capacidade de viragem limitado devido ao design. Pilotos que gostam de curvas em altas velocidades, podem precisar personalizar para melhorar o ângulo de inclinação, ou começar com o desempenho de um "power cruiser".
Cruisers entram muitas vezes em projetos de moto customizada que resulta em uma moto modificada para atender os ideais do proprietário, e como tal são uma fonte de orgulho e realização.

## Galeria

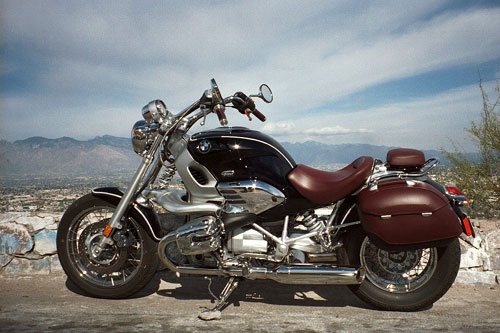
BMW R1200C Cruiser
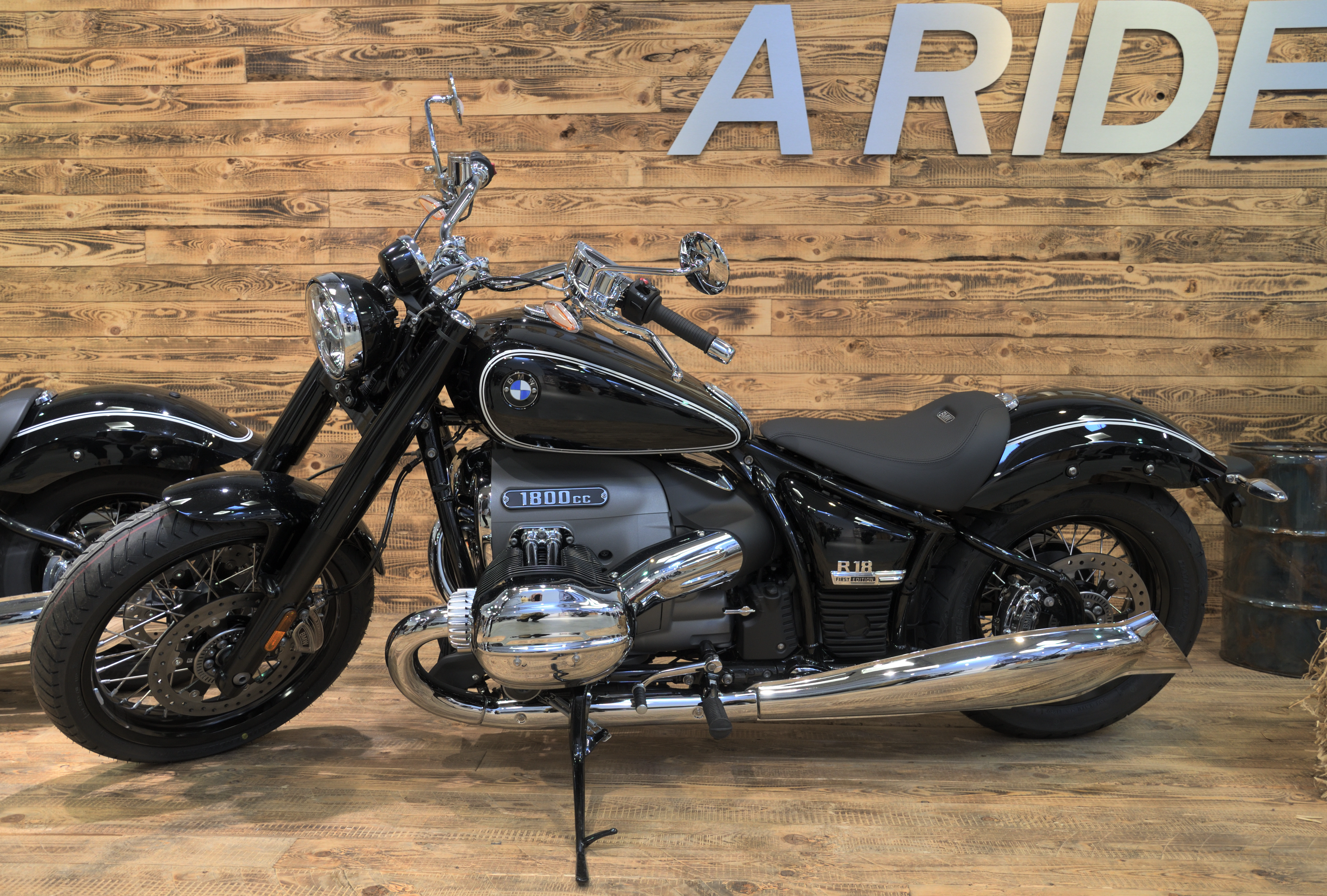
BMW R 18
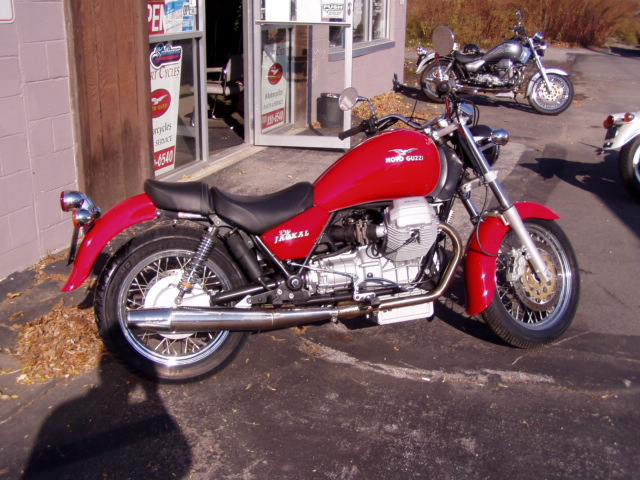
Moto Guzzi California Jackal
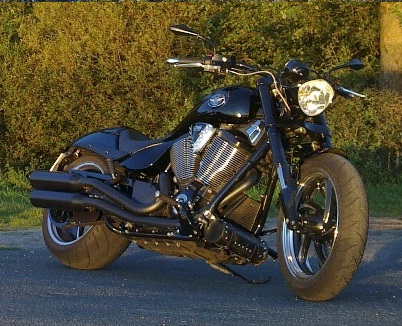
Victory Hammer Eight-Ball
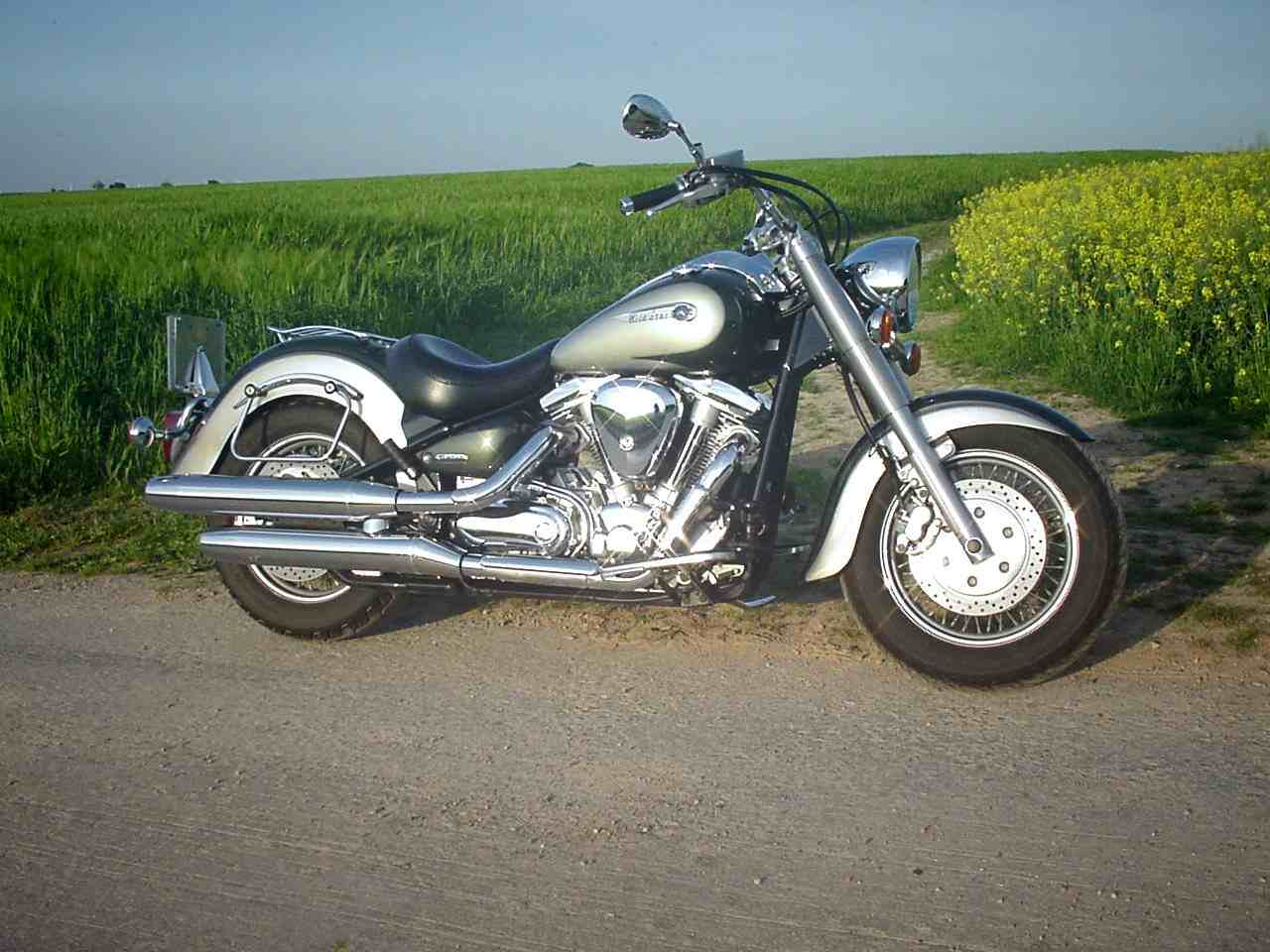
Yamaha XV1600 Wild Star
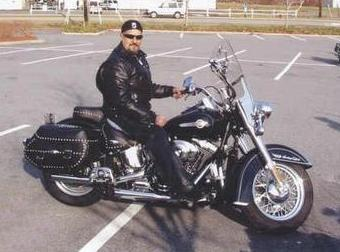
Harley Davidson Heritage
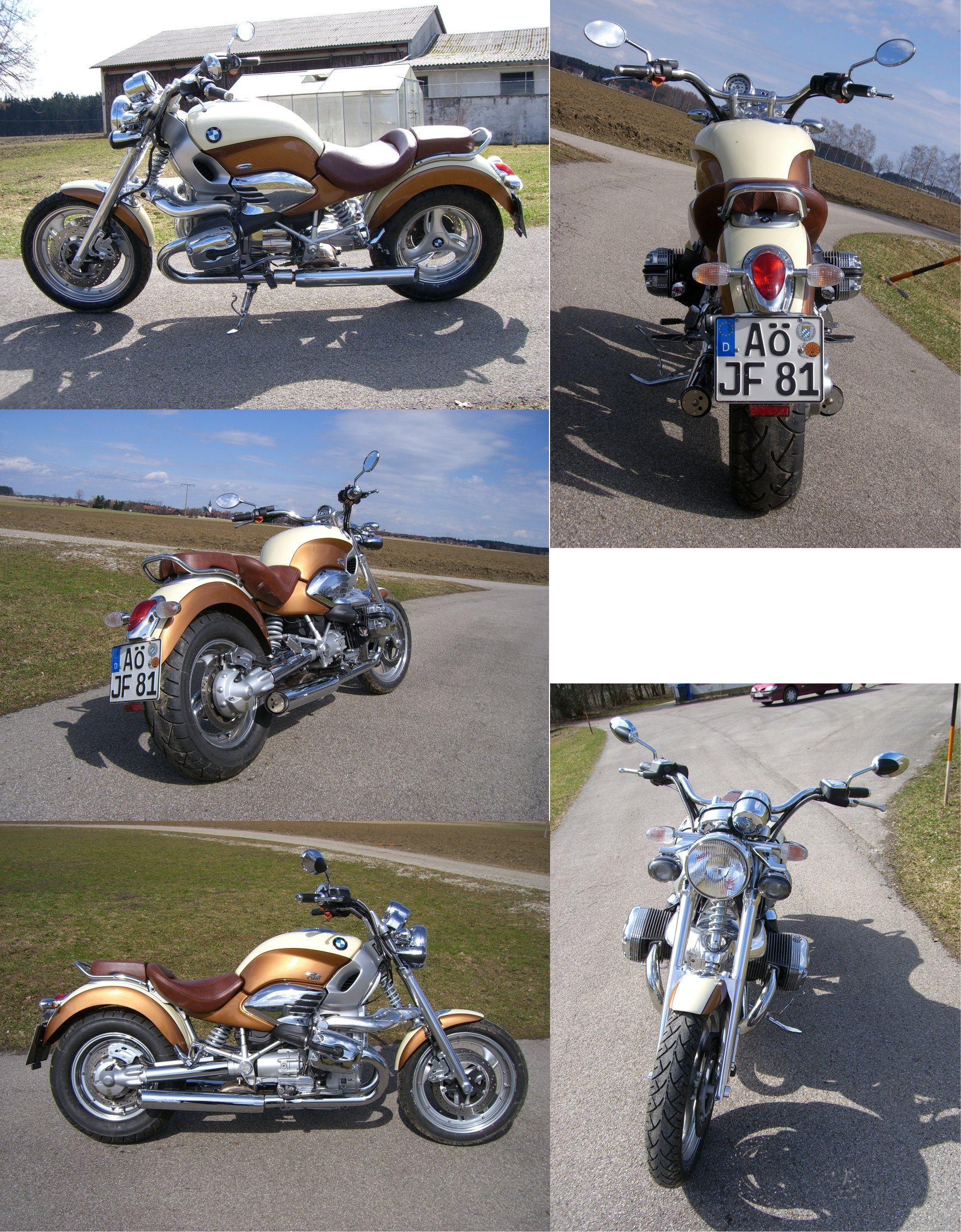
BMW R1200C
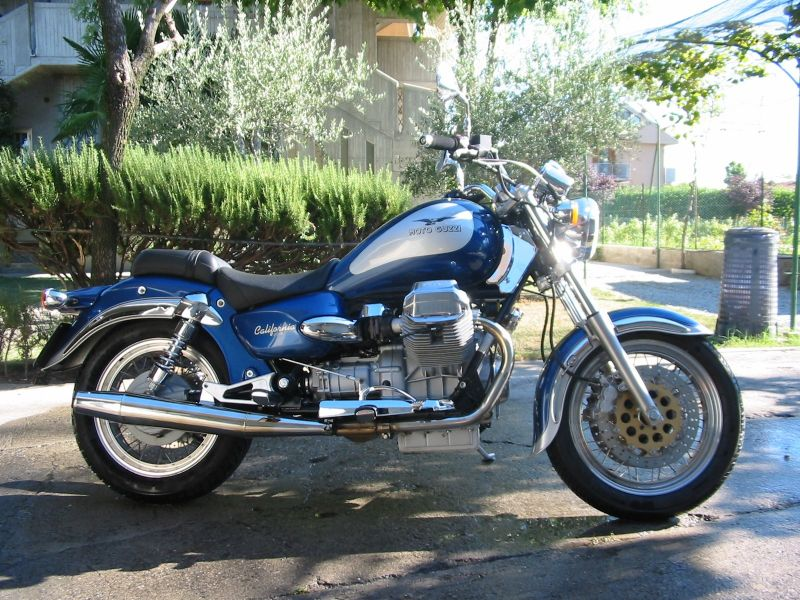
Moto Guzzi California
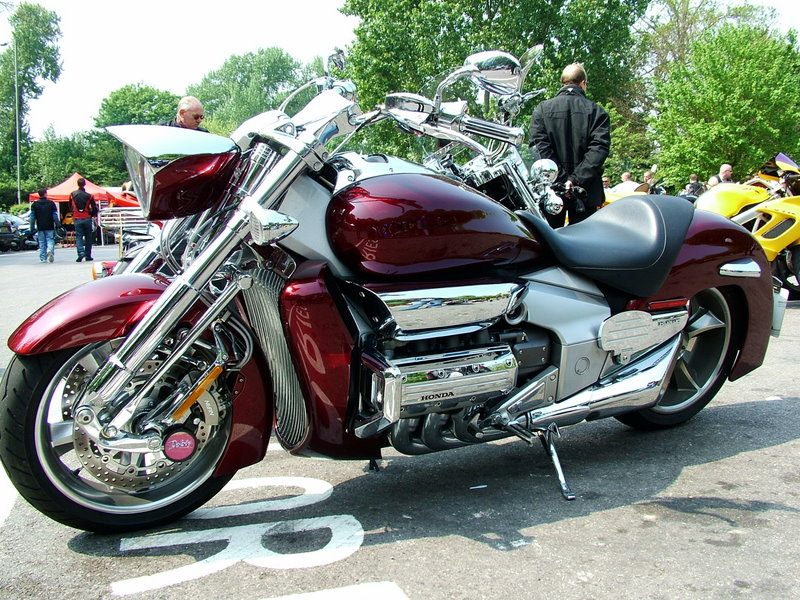
Honda Valkyrie Rune
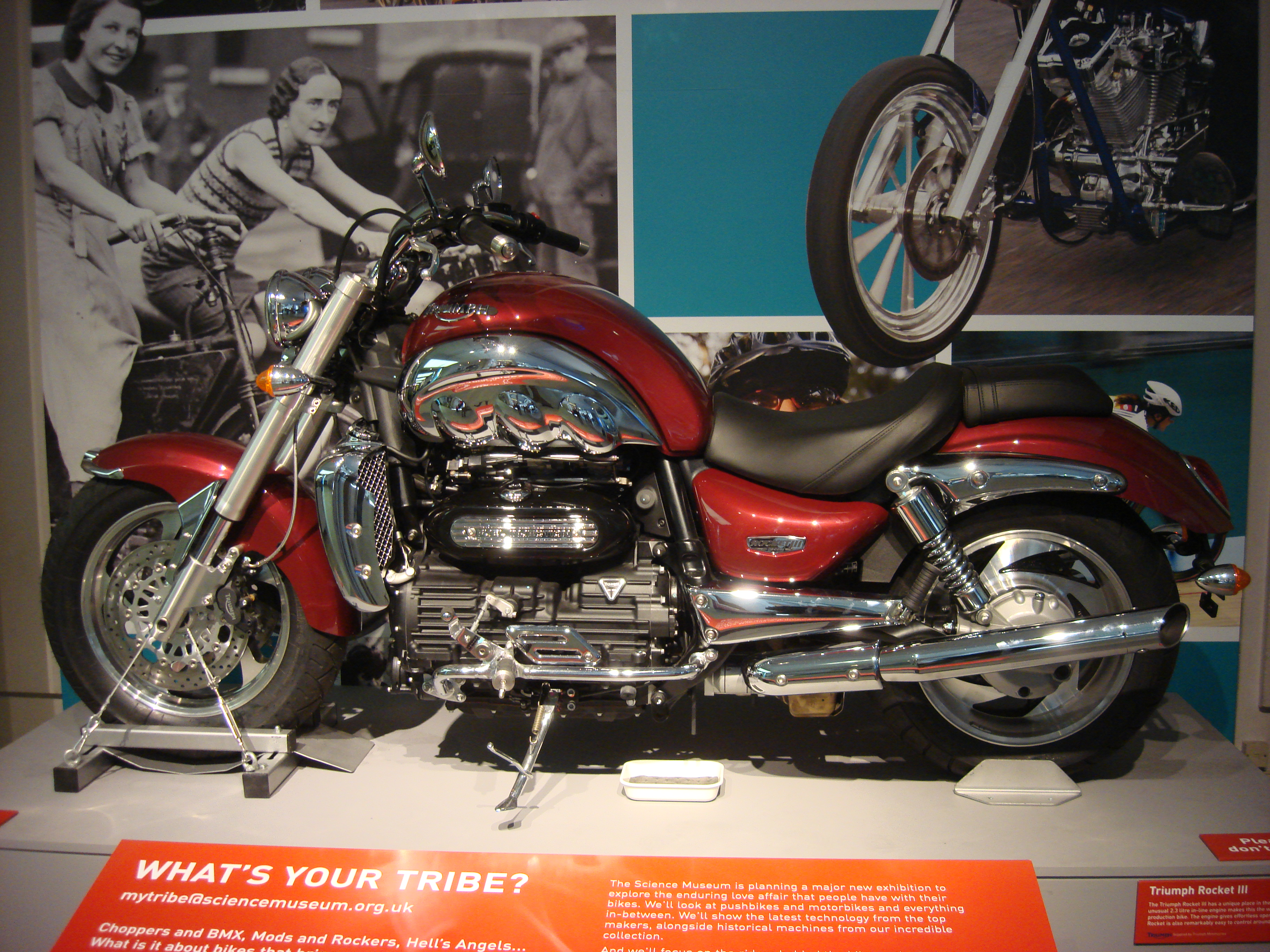
Triumph Rocket III
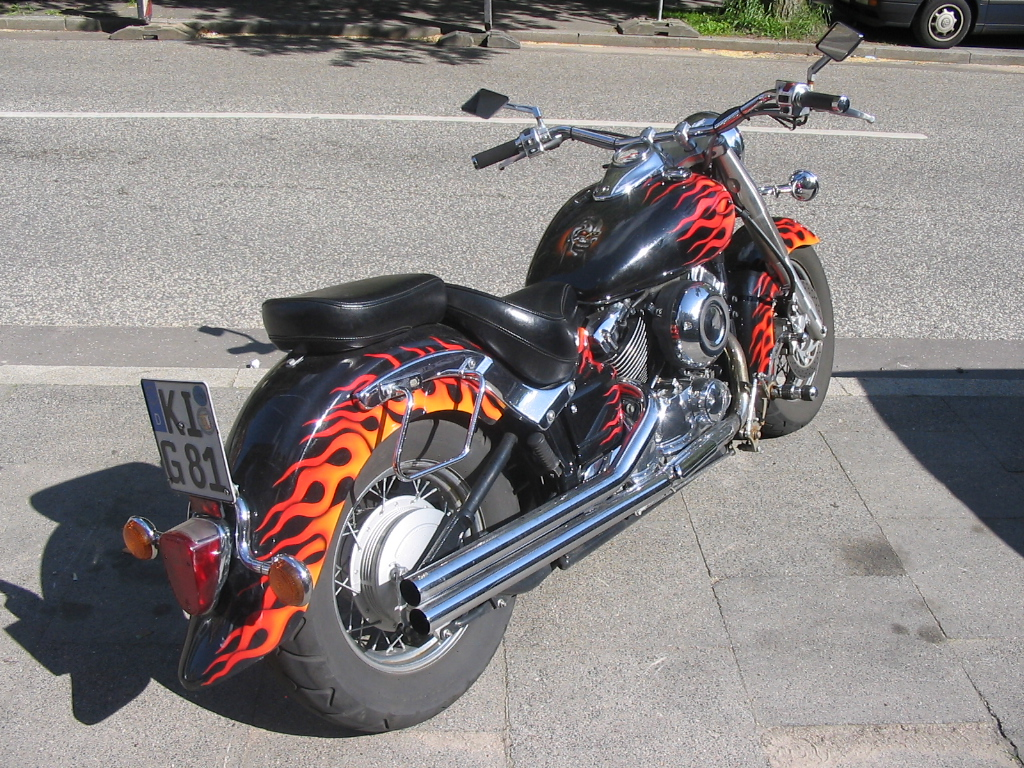
Yamaha XVS 650 Classic '98
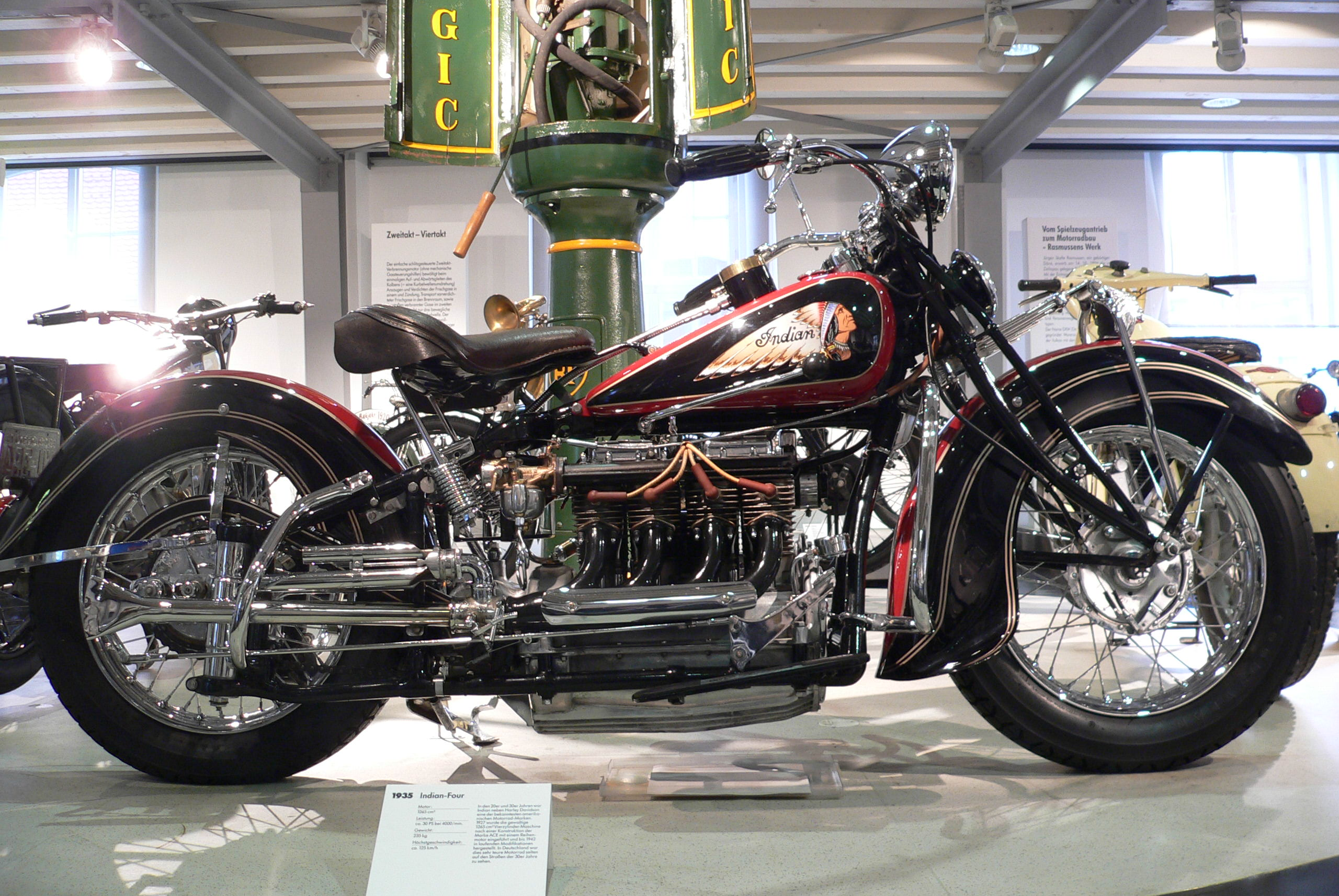
Indian Four von 1935
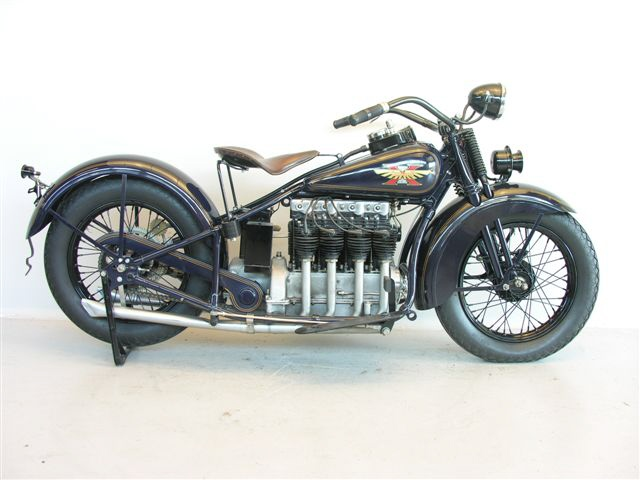
1931er Henderson KJ Streamline
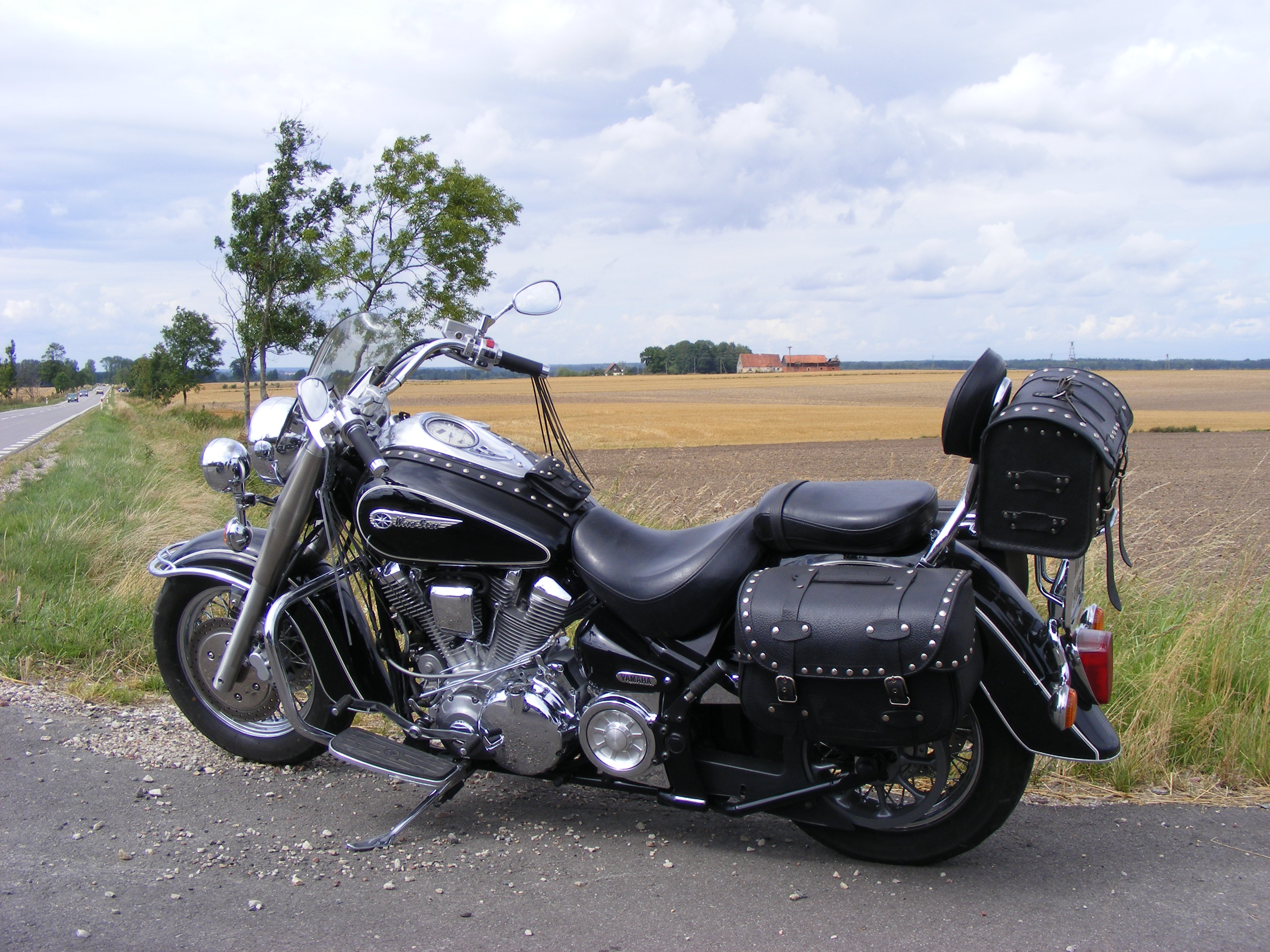
Yamaha XV1600 Wild Star